# Essentiell aminosyra

Tryptofan.

Essentiella aminosyror är livsnödvändiga aminosyror som människokroppen inte själv kan tillverka, och som således måste intas med födan. Dessa aminosyror får vi i oss genom att äta proteinrika produkter så som baljväxter, kött, nötter, fisk, skaldjur, ägg och mjölkprodukter. Även vegetabiliska produkter som inte är nötter och baljväxter kan vara rika på protein, till exempel quinoa.
De nio aminosyror som är essentiella för vuxna är:
- Fenylalanin
- Histidin
- Isoleucin
- Leucin
- Lysin
- Metionin
- Treonin
- Tryptofan
- Valin

För barn är även arginin essentiell:
- Arginin

De övriga aminosyrorna som ingår i kroppens proteiner kan kroppen bilda själv, antingen ur andra aminosyror eller ur mellanprodukter i ämnesomsättningen som inte är aminosyror. De kallas för icke-essentiella aminosyror. Endast de aminosyror som kroppen kan bilda ur icke-aminosyror är sant icke-essentiella. Många av de så kallade icke-essentiella aminosyrorna bildar dock kroppen med andra aminosyror som råvaror. En brist på en aminosyra kan alltså leda till att andra, normalt icke-essentiella aminosyror, blir essentiella. Således är tyrosin normalt icke-essentiell, eftersom kroppen kan bilda den ur fenylalanin. Vid en fenylalaninbrist kan dock kroppen inte längre bilda tyrosin, som alltså blir essentiell. Aminosyror som är icke-essentiella endast under förutsättning att en annan aminosyra finns tillgänglig kallas för villkorligt icke-essentiella aminosyror eller semi-essentiella aminosyror. Totalt sex av de icke-essentiella aminosyrorna är villkorligt icke-essentiella.
| Villkorligt icke-essentiell aminosyra | Prekursorer           |
| ------------------------------------- | --------------------- |
| Cystein                               | Metionin och serin    |
| Tyrosin                               | Fenylalanin           |
| Arginin                               | Glutamin och aspartat |
| Prolin                                | Glutamat              |
| Glycin                                | Serin                 |
| Glutamin                              | Glutamat              |